# Calathea longiflora
Calathea longiflora är en strimbladsväxtart som beskrevs av H.A.Kenn. Calathea longiflora ingår i släktet Calathea och familjen strimbladsväxter. Inga underarter finns listade.